# Ophrys piscinica
Ophrys piscinica là một loài thực vật có hoa trong họ Lan. Loài này được P.Delforge & C.Delforge mô tả khoa học đầu tiên năm 1986.